# Moskovskie Vorota (métro de Saint-Pétersbourg)
Pour les articles homonymes, voir Vorota.
Moskovskie vorota (en russe : Моско́вские воро́та) est une station de la ligne 2 du métro. Elle est située dans le raïon de Moskovski à Saint-Pétersbourg en Russie.
Mise en service en 1961, elle est desservie par les rames de la ligne 2 du métro de Saint-Pétersbourg.

## Situation sur le réseau

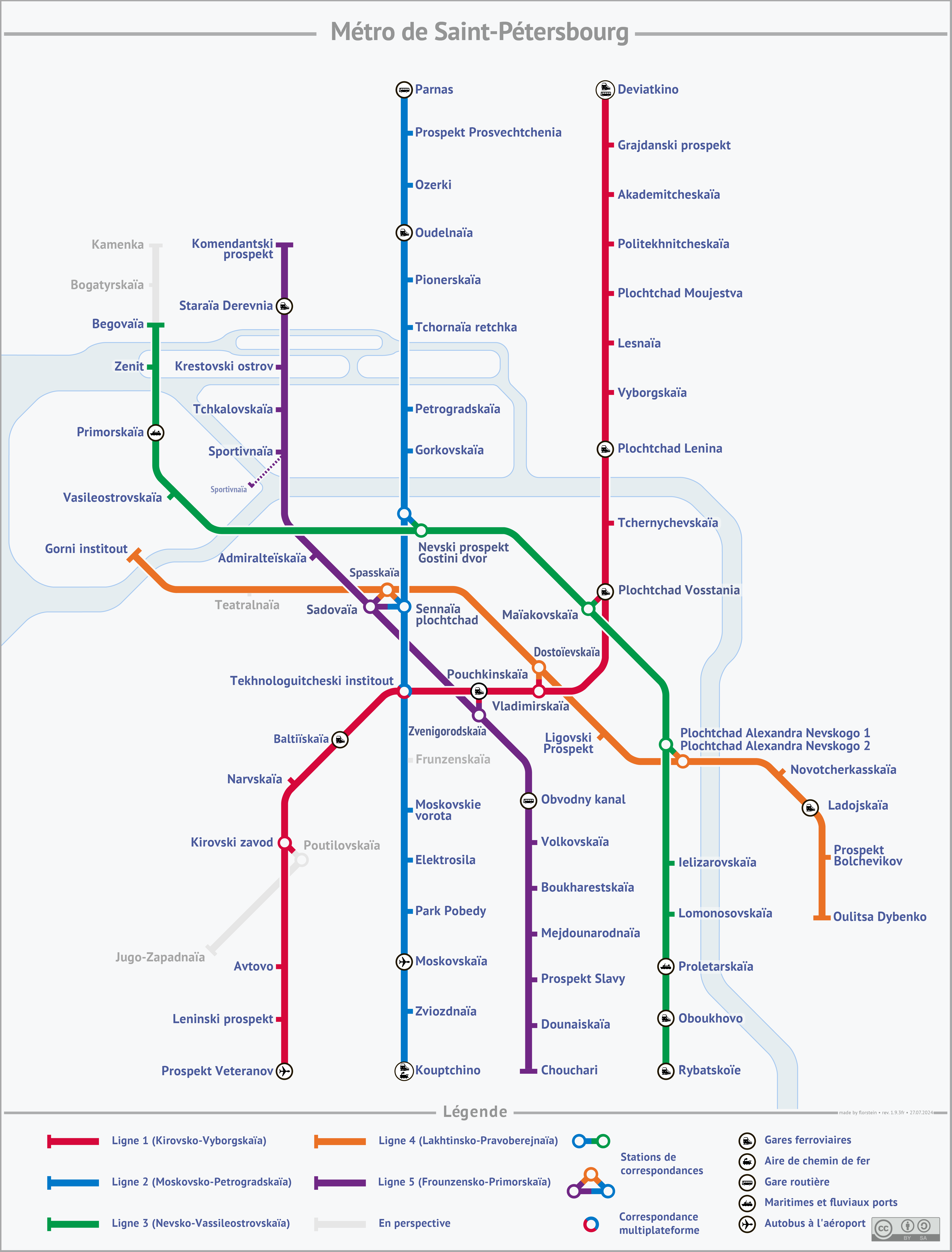
Plan du métro.

Établie en souterrain, à 35 mètres de profondeur, Moskovskie Vorota est une station de passage de la ligne 2 du métro de Saint-Pétersbourg. Elle est située entre la station Frounzenskaïa, en direction du terminus nord Parnas, et la station Elektrossila, en direction du terminus sud Kouptchino.
La station dispose d'un quai central encadré par les deux voies de la ligne.

## Histoire
La station Moskovskie Vorota est mise en service le 29 avril 1961, lors de l'ouverture à l'exploitation de la première section de la ligne de Tekhnologuitcheski institout à Park Pobedy. Elle doit son nom à la place homonyme sur laquelle se trouve l'Arc de triomphe de Moscou.

## Services aux voyageurs

### Accès et accueil
Elle dispose d'un bâtiment d'accès en surface, situé au sud de la station à laquelle il est relié par un tunnel en pente équipé de trois escaliers mécaniques débouchant directement sur le quai central.

### Desserte
Moskovskie Vorota desservie par les rames de la ligne 2 du métro de Saint-Pétersbourg.

Installation
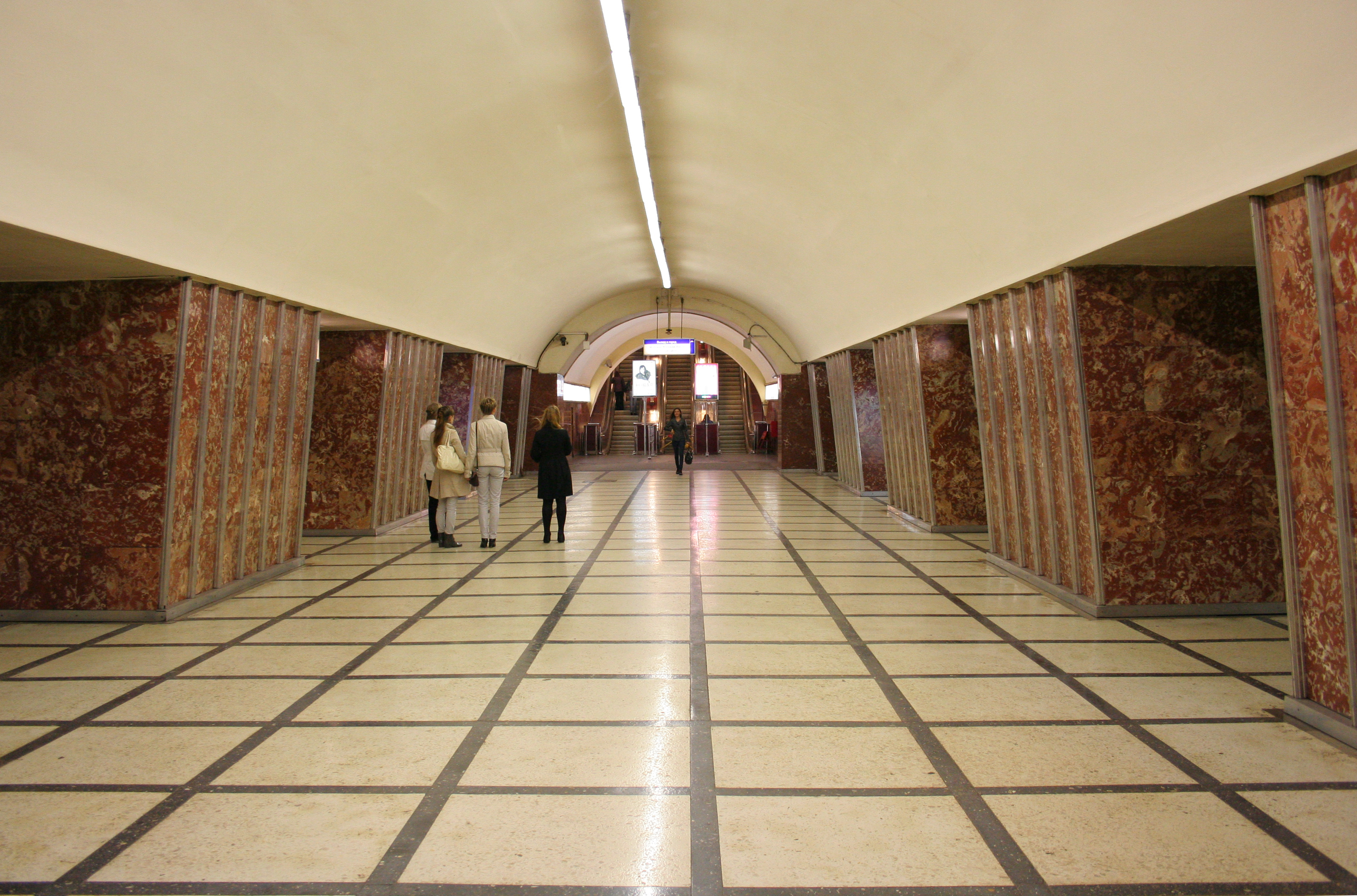

### Intermodalité
À proximité, un arrêt de bus est desservi par plusieurs lignes.

## Projets
(septembre 2022).
Il est prévu (vers 2026-2027) une station de correspondance, Zastavskaya (ru), desservie par la ligne 6 en cours de construction,.